# Cmentarz Nieistniejących Cmentarzy
Cmentarz Nieistniejących Cmentarzy – zbudowany w 2002 roku w Gdańsku symboliczny cmentarz upamiętniający 27 gdańskich cmentarzy różnych wyznań zniszczonych po II wojnie światowej, głównie w latach 70. XX wieku. Znajduje się w parku u podnóża Góry Gradowej, nieopodal kościoła pw. Bożego Ciała. Odbywają się tu uroczystości ekumeniczne.

## Geneza
Po zakończeniu II wojny światowej zaczęto odbudowę miasta. W tym okresie gdańskie nekropolie nie miały swojego zarządcy, a krewni wielu pochowanych tam osób zginęli w czasie walk lub wyjechali. Po zaprzestaniu pochówków, w latach 1946–47, większość cmentarzy zamknięto, a na przełomie lat 60. i 70. ostatecznie zlikwidowano. Pozostały po nich nieliczne ślady – najczęściej w postaci parków i skwerów z regularnymi szpalerami drzew, odwzorowujących układ dawnych alei cmentarnych. Z kawałków tablic czasem dało się jeszcze odczytać fragmenty nazwisk i dat. Wiele płyt nagrobnych miało napisy w języku niemieckim, co przyczyniło się do przyspieszenia likwidacji tych miejsc.
Tereny dawnych cmentarzy przeznaczono pod zabudowę mieszkaniową, budowę dróg, a także na zieleńce i parki miejskie.

## Inicjatywa powstania cmentarza-pomnika
W maju 1998 Rada Miasta Gdańska poparła inicjatywę Kaliny Zabuskiej i społecznego komitetu i specjalną uchwałą zaakceptowała pomysł upamiętnienia nieistniejących gdańskich cmentarzy poprzez postawienie pomnika.
Kamień węgielny pod cmentarz został wmurowany 31 października 2000, a pomnik odsłonięto 24 maja 2002 w czasie I Światowego Zjazdu Gdańszczan. Autorami projektu są Hanna Klementowska i Jacek Krenz.

## Architektura
Forma pomnika-cmentarza kształtem przypomina świątynię. Układ drzew wyznacza coś na kształt nawy głównej oraz naw bocznych. Pomiędzy nimi znajdują się kamienne kolumny w kształcie pni, symbolizujące umierające drzewa. Na szczątkach nagrobków różnych wyznań spoczywa granitowa płyta, tworząca ołtarz ofiarny, a zarazem katafalk. Na cokole umieszczona jest inskrypcja pochodząca z wiersza Maschy Kaléko – "...tym, co imion nie mają na grobie, a tylko Bóg jedyny wie, jak kto się zowie". Szpalery drzew spina żywopłot, uformowany w kształcie absydy. W przecięciu absydy pojawia się widok na ścianę z jasnego kamienia, symbolizującą przejście dla zmarłych, zmierzających ku wieczności.